# Понте Валмаор (Белуно)
Понте Валмаор (итал. Ponte Valmaor) је насеље у Италији у округу Белуно, региону Венето.
Према процени из 2011. у насељу је живело 63 становника. Насеље се налази на надморској висини од 475 м.